# Quiz Mobile Suit Gundam: Tou. Senshi
Quiz Mobile Suit Gundam: Tou. Senshi est un jeu vidéo de quiz, développé par Capcom et édité par Banpresto. Il est sorti en 2006 sur System 246. Il a été porté sur PlayStation Portable. C'est une adaptation en jeu vidéo de la série en arcade basée sur l'anime Mobile Suit Gundam.

## Portage
PlayStation Portable
2007 : Quiz Mobile Suit Gundam: Monsenshi DX